# AGM-86 ALCM

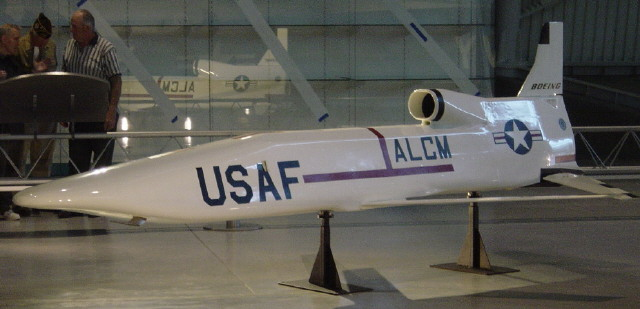
AGM-86 ALCM.

AGM-86 ALCM (Air-Launched Cruise Missile) (AGM-86A, AGM-86B șiAGM-86C) este o rachetă strategică de croazieră produsă de Boeing, care este proiectată pentru a fi lansată din bombardiere B-52 și are un cap de luptă nuclear.
Format:Arme USAF